# Prosoparia
Prosoparia is een geslacht van vlinders van de familie spinneruilen (Erebidae), uit de onderfamilie Calpinae.

## Soorten
- P. funerea Schaus, 1904
- P. juno Jones, 1912
- P. marginata Schaus, 1916
- P. perfuscaria Grote, 1883
- P. tenebrosa Schaus, 1913
- P. turpis Schaus, 1913